# Órdenes internacionales de arresto contra Benjamín Netanyahu y Yoav Galant
El 21 de noviembre de 2024, tras una investigación de posibles crímenes de guerra y crímenes contra la humanidad en la guerra de Gaza, la Corte Penal Internacional (CPI) emitió órdenes de arresto contra dos altos funcionarios del Gobierno de Israel, Benjamín Netanyahu, primer ministro de Israel y Yoav Galant, su exministro de Defensa, a quienes acusa de responsabilidad por el crimen de guerra de hambruna como método de guerra y los crímenes contra la humanidad de asesinato, persecución y otros actos inhumanos durante la guerra en Gaza. La orden contra Netanyahu es la primera contra el jefe de gobierno de un importante aliado de Estados Unidos.
Las órdenes de detención implican que 124 Estados miembros del tribunal deben arrestar a Netanyahu y Galant si ingresan a su territorio, entre ellos, Francia, Alemania y el Reino Unido. Por el contrario, Netanyahu sigue siendo bienvenido en Estados Unidos, ya que este país no es miembro de la CPI. El alto tribunal también emitió una orden de arresto contra el líder del brazo armado de Hamás, Mohamed Deif, quien, según aseguró Israel, murió en un ataque aéreo israelí el 13 de julio de 2024. Un posible efecto adicional de estas órdenes de arresto es que se puedan emitir órdenes adicionales contra oficiales superiores de las Fuerzas de Defensa de Israel que luchan en Gaza.
En febrero de 2025, la CPI anuló la orden de detención contra Deif al considerar que su muerte había quedado suficientemente acreditada.

## Antecedentes

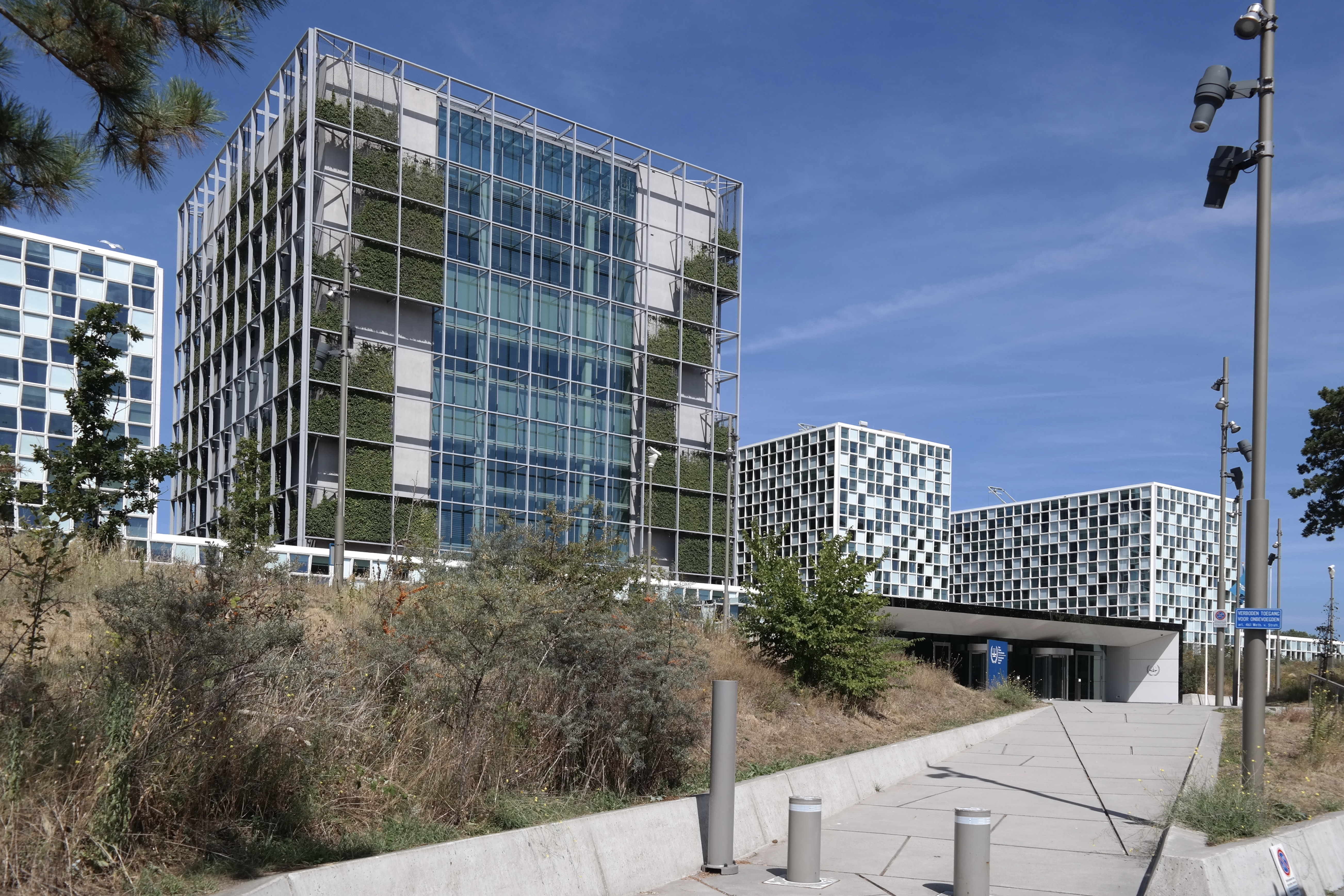
Las instalaciones de la Corte Penal Internacional en La Haya, Países Bajos.

La Corte Penal Internacional (CPI) se creó en 2002 para juzgar crímenes de guerra, crímenes contra la humanidad, genocidio y crímenes de agresión cuando los Estados miembros no están dispuestos o no pueden hacerlo. También puede juzgar crímenes cometidos por nacionales o en el territorio de cualquiera de sus 124 Estados miembros. Actualmente también investiga crímenes cometidos en Ucrania, Uganda y otros países. Palestina fue admitido como estado miembro en 2015, lo que permite la investigación a pesar de que Israel no es miembro y no reconoce su jurisdicción.
Los 124 Estados miembros de la CPI están obligados, por sus acuerdos con el estatuto fundacional de la Corte, a detener y entregar a cualquier individuo sobre el que exista una orden de arresto vigente de la CPI, si es identificado en su territorio. Sin embargo, el tribunal no tiene medios para hacer cumplir una orden de arresto al no disponer de una fuerza policial, por lo que depende de los estados miembros para llevar a cabo cualquier detención, y sólo puede sancionar potencialmente a un estado miembro que no coopere.
El 20 de diciembre de 2019, la fiscal de la CPI, Fatou Bensouda, anunció una investigación sobre crímenes de guerra presuntamente cometidos en Palestina por miembros de las Fuerzas de Defensa de Israel o Hamás y otros grupos armados palestinos desde el 13 de junio de 2014. Desde que se abrió la investigación en 2015, Israel utilizó sus agencias de inteligencia para vigilar, presionar y amenazar a personal superior de la CPI.

### Guerra de Gaza
El 12 de octubre de 2023, durante la guerra de Gaza, el fiscal jefe de la CPI, Karim Khan, declaró que tanto los crímenes de guerra cometidos por palestinos en territorio israelí como por israelíes en territorio palestino estarían dentro de la jurisdicción de la investigación de Palestina de la CPI.
El 16 de noviembre, el presidente de Sudáfrica, Cyril Ramaphosa, anunció que había presentado ante la Corte Penal Internacional (CPI) una petición para iniciar una investigación contra Israel por crímenes de guerra supuestamente cometidos en la Franja de Gaza. Al día siguiente, la CPI informó que cinco países: Sudáfrica, Bangladés, Bolivia, Comoras y Yibuti habían presentado una solicitud ante el organismo para pedir una investigación sobre los bombardeos llevados a cabo por Israel en la Franja de Gaza. El fiscal jefe del tribunal, Karim Khan, señaló que, según el Estatuto de Roma, cualquier Estado miembro puede solicitar al organismo una investigación para determinar si una o más personas han cometido delitos.
El 29 de diciembre, Sudáfrica presentó un caso ante la Corte Internacional de Justicia (CIJ), acusando a Israel de incumplir sus obligaciones bajo la Convención sobre el Genocidio de 1948 en su ataque contra Gaza. Sudáfrica alegó que Israel estaba violando sus obligaciones bajo el tratado, redactado a raíz del Holocausto, que tipifica como delito intentar destruir a un pueblo en su totalidad o en parte. Además, Sudáfrica pidió a la CIJ que tomara medidas provisionales ordenando a Israel que detuviera su campaña militar en Gaza, pues eran «necesarias en este caso para proteger contra daños mayores, graves e irreparables a los derechos del pueblo palestino».
En abril de 2024, el gobierno de Israel expresó su preocupación de que la CPI pronto emitiera órdenes de arresto contra Netanyahu y otros altos funcionarios israelíes por presuntas violaciones del derecho internacional humanitario cometidas en el marco de la guerra en la Franja de Gaza. A finales de ese mismo mes aparecieron en Gaza fosas comunes con cientos de cadáveres de ancianos, mujeres y niños desnudos y con las manos atadas suscitando de nuevo la preocupación de la comisión de Naciones Unidas.
El 20 de mayo de 2024 el fiscal jefe de la Corte Penal Internacional comunicó que había solicitado órdenes de detención contra el primer ministro de Israel Benjamín Netanyahu y contra su ministro de Defensa, Yoav Galant, acusados de crímenes de guerra y crímenes contra la humanidad. Los jueces de la corte deben aprobar la solicitud para que entre en vigor. En concreto, Karim Khan solicitó una orden de detención contra Netanyahu y Galant por los siguientes crímenes:
- Usar el hambre como arma de guerra, considerado un crimen de guerra según el artículo 8(2)(b)(xxv) del Estatuto de Roma
- Causar deliberadamente un enorme sufrimiento o graves lesiones para el cuerpo o la salud, contraviniendo el artículo 8(2)(a)(iii) del Estatuto, o trato cruel considerado crimen de guerra y contrario al artículo 8(2)(c)(i) del Estatuto.
- Llevar a cabo asesinatos deliberados contrarios al artículo 8(2)(a)(i) del Estatuto, o asesinato como crimen de guerra contrario al artículo 8(2)(c)(i) del Estatuto.
- Dirigir ataques de manera intencionada contra la población civil, considerado crimen de guerra según los artículos 8(2)(b)(i) o 8(2)(e)(i) del Estatuto.
- Exterminio y/o asesinato contrario a los artículos 7(1)(b) y 7(1)(a) del Estatuto, incluido en el contexto de las muertes causadas por inanición, que constituyen un crimen contra la humanidad.
- Persecución, considerada crimen contra la humanidad y contraria al artículo 7(1)(h) del Estatuto.
- Otros actos inhumanos considerados crímenes contra la humanidad, contrarios al artículo 7(1)(k) del Estatuto.[23]

A finales de abril de 2024, el personal de la CPI entrevistó a personal que trabajaban en hospitales palestinos de la Franja de Gaza sobre posibles crímenes de guerra.
El 27 de mayo, Amnistía Internacional pidió al fiscal de la Corte Penal Internacional que incluyese en su acusación por crímenes de guerra tres ataques israelíes que mataron a un total de cuarenta y cuatro civiles, incluidos treinta y dos niños. En concreto, Amnistía Internacional señaló como crímenes de guerra el ataque del 16 de abril contra el campamento de refugiados de Maghazi, que mató a cinco hombres y quince niños de entre 4 y 15 años, y en el que «el proyectil cayó en mitad de un mercado callejero donde los niños estaban jugando con un futbolín»; el ataque del 19 de abril contra la casa de la familia Abu Radwan de Rafah, que mató a nueve miembros de la misma familia, incluidos seis niños; y el bombardeo del 20 de octubre contra la vivienda de la familia Abdelal, también en Rafah, que mató mientras dormían a veinte de sus miembros, dieciséis de los cuales eran niños.
The Guardian informó el 28 de abril de 2025 que Khan se preparaba para solicitar nuevas órdenes de arresto contra otros sospechosos israelíes, citando a funcionarios judiciales anónimos familiarizados con la investigación. El informe también afirmaba que los jueces de la CPI habían emitido una orden de silencio que le prohibía a Khan revelar públicamente que había solicitado esas órdenes. Supuestamente, la orden de silencio fue solicitada por miembros del personal de Khan, quienes consideraban que sus anuncios públicos sobre las órdenes de arresto previas contra Netanyahu y Galant «se desviaban de la práctica habitual y presionaban a los jueces que revisaban las solicitudes de órdenes de arresto».

## Órdenes de arresto

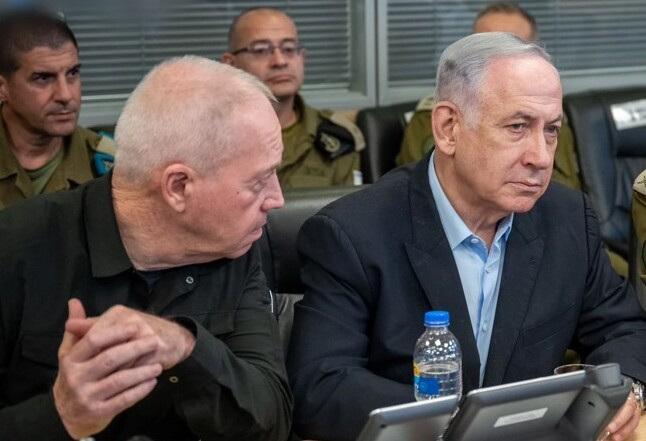
Galant (izquierda) y Netanyahu (derecha), en julio de 2024.

El 20 de mayo de 2024, Khan anunció que presentaría solicitudes de órdenes de arresto contra los líderes de Hamás Yahya Sinwar, Mohamed Deif e Ismail Haniya y los líderes israelíes, el primer ministro Benjamín Netanyahu y el ministro de Defensa Yoav Galant. La solicitud de orden de captura contra Haniyeh fue retirada tras su asesinato el 31 de julio de 2024 por un ataque israelí. El fiscal afirmó que estaba tratando de confirmar el presunto asesinato de Deif el 13 de julio de 2024, en cuyo caso también retiraría la solicitud de orden judicial.
El 21 de noviembre de 2024, los jueces de la Sala Preliminar I de la CPI, Nicolás Guillou (presidente, Francia), Reine Adélaïde Sophie Alapini-Gansou (Benín) y Beti Hohler (Eslovenia) emitieron órdenes de arresto a petición del fiscal jefe Khan en relación con las «actividades de los órganos gubernamentales israelíes y las fuerzas armadas contra la población civil en Palestina, más específicamente los civiles en Gaza» contra Benjamín Netanyahu, Yoav Galant y Mohammed Deif. El tribunal rechazó además la «impugnación de Israel a la jurisdicción de la Corte».
La Sala de Cuestiones Preliminares I declaró que encontró motivos razonables para que desde «el 8 de octubre de 2023 hasta al menos el 20 de mayo de 2024» Netanyahu y Galant tengan responsabilidad penal como coautores de cometer los actos conjuntamente con otros: el crimen de guerra de inanición como método de guerra; y los crímenes de lesa humanidad de asesinato, persecución y otros actos inhumanos» y «como superiores civiles por el crimen de guerra de dirigir intencionalmente un  ataque contra la población civil»

El tribunal ha encontrado una base razonable para creer que Netanyahu (...) y Galant (...) tienen ambos responsabilidad criminal por los siguientes crímenes como coperpetradores, al cometer los actos junto con otros: el crimen de guerra de uso del hambre como arma de guerra, y los crímenes contra la humanidad de asesinato, persecución y otros actos inhumanos (...). El tribunal también encontró una base razonable para creer que Netanyahu y Galant tienen ambos responsabilidad criminal como cargos civiles superiores por el crimen de guerra de dirigir ataques intencionadamente contra la población civil. (...) El tribunal dictaminó que la supuesta conducta de Netanyahu y Galant afecta a las actividades de los cuerpos gubernamentales y las fuerzas armadas israelíes contra la población civil palestina, y más específicamente contra los civiles de la Franja de Gaza. (...) Los supuestos crímenes contra la humanidad forman parte de un amplio y sistemático ataque contra la población civil de la Franja de Gaza. (...) Hay base razonable para creer que ambos individuos negaron de manera consciente e intencionada a la población civil de la Franja de Gaza el acceso a artículos indispensables para su supervivencia, tales como comida, agua, medicinas y suministros médicos, así como combustible y electricidad, desde al menos el 8 de octubre de 2023 hasta el 20 de mayo de 2024. (...) Hay base razonable para creer que Netanyahu y Galant tienen responsabilidad criminal por el crimen de guerra de uso del hambre como arma de guerra. (...) Limitando de manera intencionada o evitando el acceso de suministros médicos y medicinas a la Franja de Gaza (...) ambos individuos son también responsables de infligir un gran sufrimiento por actos inhumanos a personas que necesitan tratamiento. (...) Hay base razonable para creer que su conducta privó a una porción significativa de la población civil de la Franja de Gaza de sus derechos fundamentales, incluidos el derecho a la vida y a la salud, y que la población fue objeto de estas medidas por motivos políticos o nacionales.

El uso del hambre como arma de guerra está prohibido por las Naciones Unidas y se considera un crimen de guerra. A principios de octubre de 2023, el ministro de Defensa de Israel, Yoav Galant, hizo un discurso público en el que decía que «no habrá más electricidad, ni más alimentos, ni más combustible… Estamos luchando contra los animales humanos y nos comportaremos en consecuencia». Unas semanas antes de que se emitieran las órdenes de arresto, también hubo informes de saqueos generalizados en áreas de la Franja de Gaza controladas por las FDI. Según el artículo 55 del convenio de Ginebra relativo a la protección debida a las personas civiles en tiempo de guerra: «En toda la medida de sus recursos, la potencia ocupante tiene el deber de abastecer a la población en víveres y productos médicos; deberá, especialmente, importar víveres, medicamentos y cualquier otro artículo necesario cuando sean insuficientes los recursos del territorio ocupado».
En el caso de Mohamed Deif la CPI considera que tiene responsabilidad directa y de mando «por los crímenes contra la humanidad de asesinato, exterminio, tortura, violación y otras formas de violencia sexual; así como por los crímenes de guerra de asesinato, trato cruel, tortura, toma de rehenes, ultrajes a la dignidad personal, violación y otras formas de violencia sexual». Encontró motivos razonables para afirmar que «los crímenes contra la humanidad formaban parte de un ataque generalizado y sistemático dirigido por Hamás y otros grupos armados contra la población civil de Israel». El ejército israelí aseguró que Deif había muerto en un ataque en la zona humanitaria de Mawasi, en el sur de la Franja de Gaza, el 13 de julio de 2024, en el que también murieron 90 palestinos y otros 300 resultaron heridos. Sin embargo la CPI argumentó que «no estaba en condiciones de determinar si [Deif] había muerto o seguía con vida».
En febrero de 2025, el TPI anuló la orden de arresto emitida contra Mohamed Deif, después de que el grupo palestino confirmara en enero su muerte en un bombardeo ejecutado más de medio año antes por Israel contra la Franja de Gaza. Así, la Sala I de Cuestiones Preliminares de dicho tribunal emitió una orden terminando los procedimientos contra Deif, después de que la Fiscalía haya obtenido «información suficiente y fiable» sobre su muerte.
El 25 de abril, la Sala de Apelaciones de la Corte Penal Internacional (CPI) rechazó cancelar las órdenes internacionales de arresto contra el primer ministro de Israel y el anterior responsable de Defensa del país. En su fallo, el tribunal señaló que «la petición del Estado de Israel para suspender las dos órdenes de arresto emitidas por la Sala de Cuestiones Preliminares de la CPI (...) queda rechazada por irrelevante».

### Visita de Netanyahu a Hungría
El 3 de abril de 2025 Netanyahu, y su mujer, Sara Netanyahu, llegaron de madrugada a la capital húngara, Budapest, en un viaje de estado. Se trata del segundo viaje al exterior y el primero a un Estado que forma parte del Estatuto de Roma, desde que la Corte Penal Internacional (CPI) dictó una orden de búsqueda y captura en su contra.  El primer ministro húngaro, Viktor Orbán, le había invitado previamente al país, poco después de que se emitiera la orden, afirmando que esta no tendría «ningún efecto» en Hungría. Antes de la visita, Amnistía Internacional declaró que las autoridades húngaras estaban obligadas a detener a Netanyahu y entregarlo a la CPI si realizaba su visita. La Fundación Hind Rajab (FHR) declaró que solicitaría medidas cautelares para impedir que Netanyahu sobrevolara el espacio aéreo de los Estados europeos miembros del Estatuto de Roma y que estaba coordinando con los equipos jurídicos para que Netanyahu iniciara los procedimientos de arresto en caso de que aterrizara o pasara por dichos Estados. La HRF declaró que solicitaría al Fiscal General de Hungría que iniciara los procedimientos de arresto contra Netanyahu de conformidad con los procedimientos del derecho penal húngaro que obligan a las autoridades húngaras a arrestar a los fugitivos de la CPI y transferirlos a la custodia de la CPI.
Durante la visita de Netanyahu, Orbán anunció que Hungría se retiraría de la CPI. Según el Estatuto de Roma, Hungría debía notificar formalmente al secretario general de la ONU dicha retirada y está sólo se haría efectiva un año después. Por lo que la obligación de Hungría de arrestar a Netanyahu no se vio afectada por el anuncio de Orbán.
El 3 de abril, el Centro Internacional de Justicia para los Palestinos (CIJP) presentó una queja formal al ministro de Justicia húngaro afirmando que las autoridades húngaras estaban obligadas a detener a Netanyahu de conformidad con las obligaciones de Hungría como Estado parte del Estatuto de Roma, en virtud del artículo 86 de dicho estatuto que le exige cooperar con la CPI.

## Presiones de Estados Unidos e Israel contra miembros de la CPI
El 3 de noviembre la Fiscalía de la Corte Penal Internacional (CPI) condenó los intentos de «interferir, bloquear, intimidar o influir de forma inapropiada» en las labores de sus trabajadores y pidió frenar todas las amenazas que puedan socavar la «imparcialidad e independencia» de la corte.

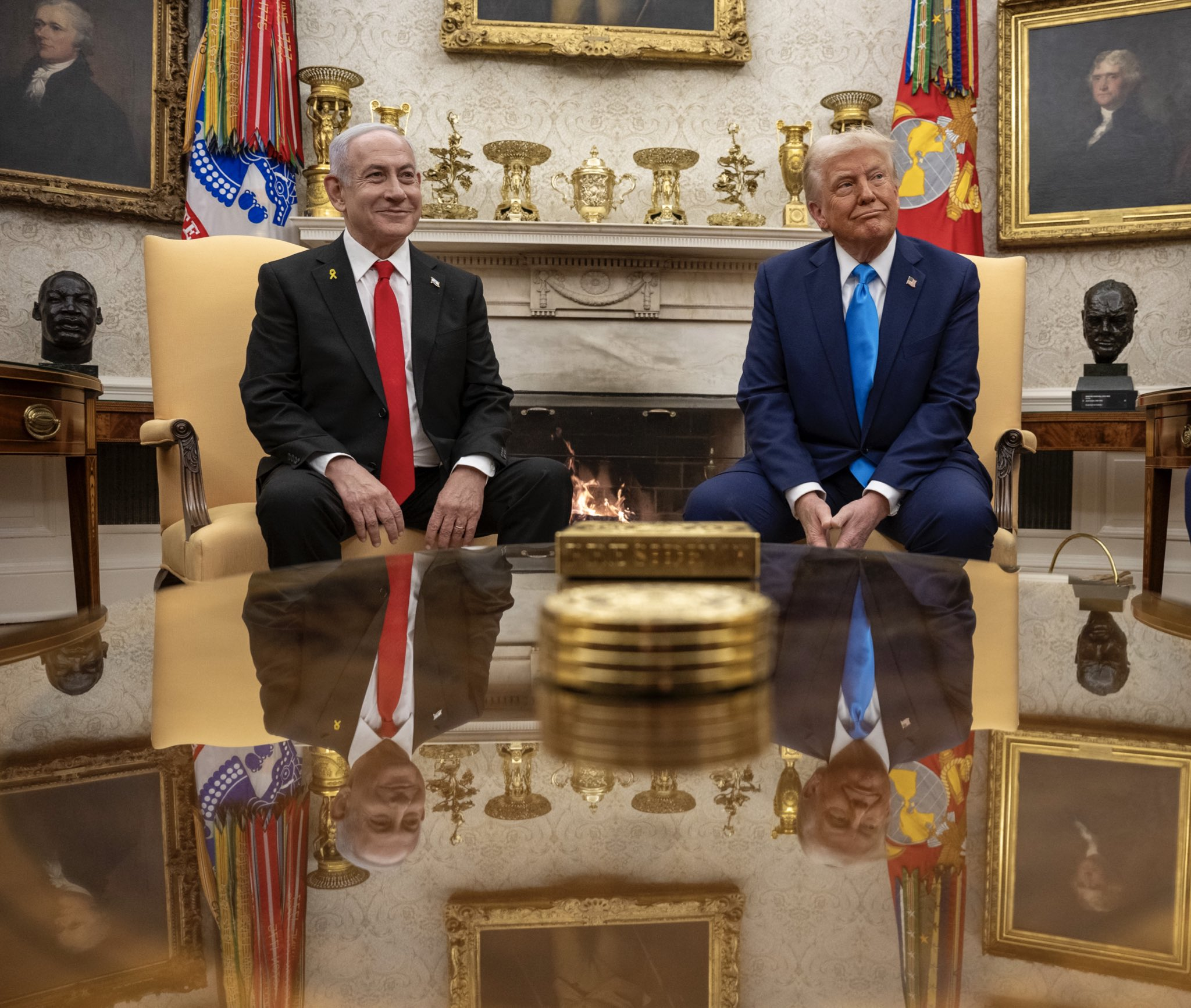
Donald Trump y Benjamin Netanyahu en la Casa Blanca en febrero de 2025. Se trata del primer viaje al exterior de Netanyahu desde que la CPI emitió una orden de detención en su contra.

El 6 de febrero de 2025, el presidente de Estados Unidos, Donald Trump, firmó una orden ejecutiva para imponer sanciones a altos cargos y trabajadores de la Corte Penal Internacional (CPI), en represalia por la orden de detención contra Netanyahu y Galant, ya que, según afirmó «las recientes acciones del CPI» contra Washington y su socio israelí «sientan un peligroso precedente», ya que «ponen en peligro» al personal estadounidense tanto activo como inactivo y les expone a «hostigamiento, abuso y posibles detenciones». El ministro de Exteriores de Israel, Gideon Saar, aplaudió la decisión del presidente de Estados Unidos de imponer sanciones a miembros de la CPI, cuyas acciones describió como «inmorales e ilegítimas». Por su parte la Corte Penal Internacional condenó está decisión de Trump al considerar que «daña un trabajo judicial independiente e imparcial» y que es un grave ataque al orden internacional y busca socavar su labor para impartir justicia a favor de las víctimas de «atrocidades» en todo el mundo.
En respuesta a las presiones estadounidenses e israelíes contra la CPI, 74 estados firmantes del Estatuto de Roma, se sumaron a la iniciativa impulsada por Eslovenia, Luxemburgo, México, Sierra Leona y Vanuatu, donde reafirmaban su «continuo e inquebrantable apoyo a la independencia, imparcialidad e integridad de la CPI», al que definen como «un pilar vital del sistema de justicia internacional al garantizar la rendición de cuentas por los crímenes internacionales más graves y la justicia para las víctimas».
El 14 de febrero, Estados Unidos incluyó al fiscal jefe de la Corte Penal Internacional (CPI), Karim Khan en su lista de nacionales especialmente designados y personas bloqueadas, lo que supone el bloqueo de sus bienes y activos en Estados Unidos, así como la prohibición de entrar en dicho país, lo que incluye también a sus familiares inmediatos.
El 5 de junio de 2025, el Departamento de Estado de los Estados Unidos sancionó a cuatro magistradas de la CPI —Solomy Balungi Bossa de Uganda, Luz del Carmen Ibáñez Carranza de Perú, Reine Adelaide Sophie Alapini Gansou de Benín y Beti Hohler de Eslovenia— en virtud de la Orden Ejecutiva 14203 del presidente Trump, «Imposición de Sanciones a la Corte Penal Internacional». Las cuatro magistradas fueron acusadas de participar en esfuerzos para «investigar, arrestar, detener o enjuiciar a una persona protegida sin el consentimiento de su país de nacionalidad», es decir, de Estados Unidos o Israel. Las sanciones bloquean de hecho los intereses patrimoniales de estas personas y cualquier otra transacción financiera beneficiosa dentro de Estados Unidos.

## Reacciones

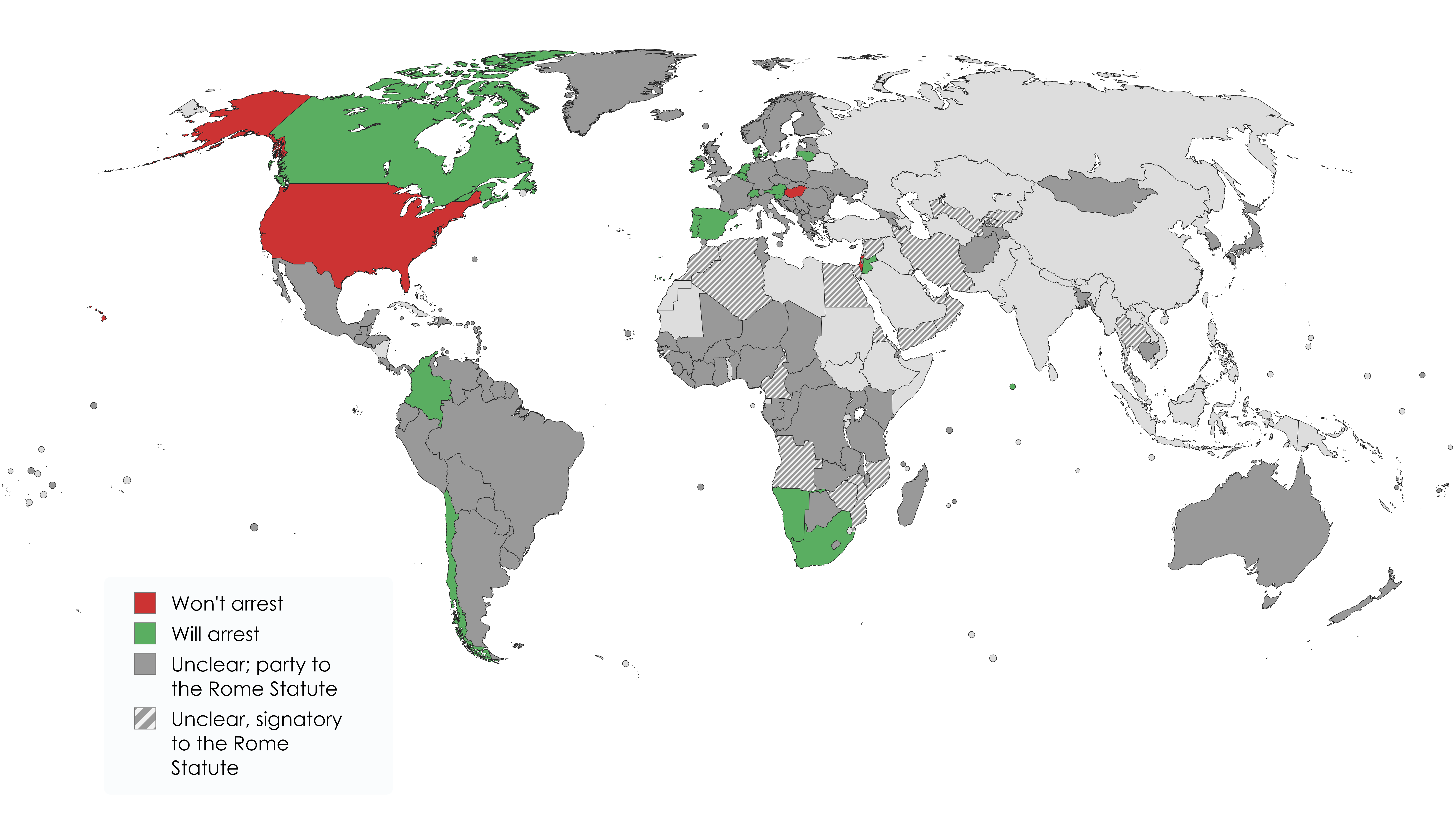
Mapa mundial de países que han hecho declaraciones sobre la orden de arresto de la CPI contra Benjamin Netanyahu.

### Internacional
El 31 de enero de 2025, representantes del «Grupo de la Haya» formado por nueve países: Belice, Bolivia, Colombia, Cuba, Honduras, Malasia, Namibia, Senegal y Sudáfrica se reunió en La Haya para formar una coalición en defensa de las leyes internacionales, en particular la Carta de las Naciones Unidas, así como del mandato de la CPI. En concreto, dichos países firmaron una declaración en la que se comprometían a «apoyar las solicitudes de la CPI» y «cumplir con sus obligaciones bajo el Estatuto de Roma con respecto a las órdenes emitidas el 21 de noviembre de 2024» contra Netanyahu y Galant. también acordaron «impedir el suministro o la transferencia de armas, municiones y equipos a Israel en todos aquellos casos que exista un riesgo claro de que dicho armamento» pueda llegar a utilizarse «para violaciones del Derecho Humanitario».

### Israel
| Primer ministro de Israel | Twitter |
| @IsraeliPM                |         |

             La decisión antisemita de la Corte Penal Internacional es un juicio moderno a Dreyfus y terminará de la misma manera.
 
Israel rechaza rotundamente las acusaciones falsas y absurdas de la Corte Penal Internacional, un órgano político parcial y discriminatorio.
         

        21 de noviembre de 2024

La oficina del primer ministro israelí calificó de «antisemitas» las órdenes de arresto contra  Netanyahu y las comparó con el caso Dreyfus. El ministro de Asuntos Exteriores, Israel Katz, afirmó que «la CPI ha perdido su legitimidad». El presidente de la Comisión de Asuntos Exteriores y Defensa del Knesset, Yuli Edelstein, dijo que se trataba de «una decisión vergonzosa de un organismo político prisionero de los intereses islamistas» El líder de la oposición, Yair Lapid, condenó la decisión de la CPI. El presidente de Israel, Isaac Herzog, calificó de «escandalosa» la decisión y dijo que la CPI había «convertido la justicia universal en un hazmerreír universal».

### Palestina
El miembro del buró político de Hamás, Basem Naim, acogió con satisfacción la decisión de la CPI de emitir órdenes de arresto contra Netanyahu y Galant y dijo que «constituyen un precedente histórico importante y una corrección a un largo camino de injusticia histórica contra nuestro pueblo» y pidió a la CPI que amplíe su alcance a otros funcionarios israelíes. Hamás no mencionó la orden de arresto contra Mohamed Deif. La Autoridad Nacional Palestina elogió la decisión de la CPI y dijo que «restaura la esperanza y la confianza en el derecho internacional y sus instituciones, y en la importancia de la justicia, la rendición de cuentas y el procesamiento de los criminales de guerra».
Tras las acusaciones israelíes sobre la neutralidad de la jueza Beti Hohler, la CPI respondió que no había participado previamente en investigaciones relacionadas con Palestina mientras estuvo en la Fiscalía. Hohler añadió que «no había tenido acceso a ningún documento, prueba o archivo secreto relacionado con el asunto».

### Comentarios legales
El profesor de derecho internacional Eliav Lieblich de la Universidad de Tel Aviv, calificó la decisión como «el acontecimiento jurídico más dramático en la historia de Israel», refiriéndose a su opinión de que los 124 Estados Partes del Estatuto de Roma, incluidos «la mayoría de los aliados más cercanos de Israel», estaban legalmente obligados a arrestar a Netanyahu y Gallant si se encuentran presentes en sus territorios. Los profesores de derecho internacional Matthias Goldmann y Kai, dijeron a Der Tagesspiegel que Alemania estaba legalmente obligada a ejecutar las órdenes de arresto.
Balkees Jarrah, especialista en derecho internacional de Human Rights Watch, dijo que dependerá de los Gobiernos que el tribunal pueda cumplir su mandato. «Estas órdenes de detención deberían llevar por fin a la comunidad internacional a acabar con la violencia criminal y asegurar justicia para todas las víctimas en Palestina e Israel».
Un artículo en el Journal of International Peacekeeping criticó a la CPI por no incluir el crimen de lesa humanidad de desplazamiento forzado entre los cargos contra los líderes israelíes.
Fernando Molina, catedrático de derecho penal de la Universidad Autónoma de Madrid (UAM) dijo que «es comprensible la extrema indignación del propio Netanyahu y su Gobierno por este hecho: desnuda su pretensión de estar ejerciendo solo una defensa legítima frente a las inhumanas agresiones de Hamás» y sostiene que «todo apunta a que hace mucho que se ha excedido lo que permite la legítima defensa» para convertirse en «algo inadmisible, que entra de lleno en las competencias de la CPI».
En 2024, el fiscal de la CPI, Karim Khan, enfrentó acusaciones de mala conducta sexual, las cuales él negó, calificándolos de parte de una campaña de desprestigio en medio de las investigaciones de la Corte sobre Israel. En noviembre, la CPI abrió una investigación externa, y Khan temporalmente renunció a su cargo en mayo de 2025.
Francesca Albanese, relatora especial de las Naciones Unidas para los Territorios Palestinos ocupados, criticó a los países que permitieron al primer ministro israelí, Benjamin Netanyahu, volar a través de su espacio aéreo hacia Estados Unidos, diciendo que podrían haber violado sus obligaciones bajo el derecho internacional.